# Le Châtenet-en-Dognon
Le Châtenet-en-Dognon település Franciaországban, Haute-Vienne megyében. Lakosainak száma 399 fő (2022. január 1.). Le Châtenet-en-Dognon Saint-Laurent-les-Églises, Moissannes, Sauviat-sur-Vige, Saint-Martin-Sainte-Catherine, Saint-Martin-Terressus, Saint-Priest-Taurion, Royères és Saint-Léonard-de-Noblat községekkel határos.

## Népesség
A település népességének változása:
| Lakosok száma | 416  | 402  | 405  | 393  | 391  | 388  | 384  | 392  | 399  |
|               | 2013 | 2015 | 2016 | 2017 | 2018 | 2019 | 2020 | 2021 | 2022 |